# Fontaine de la Rotonde

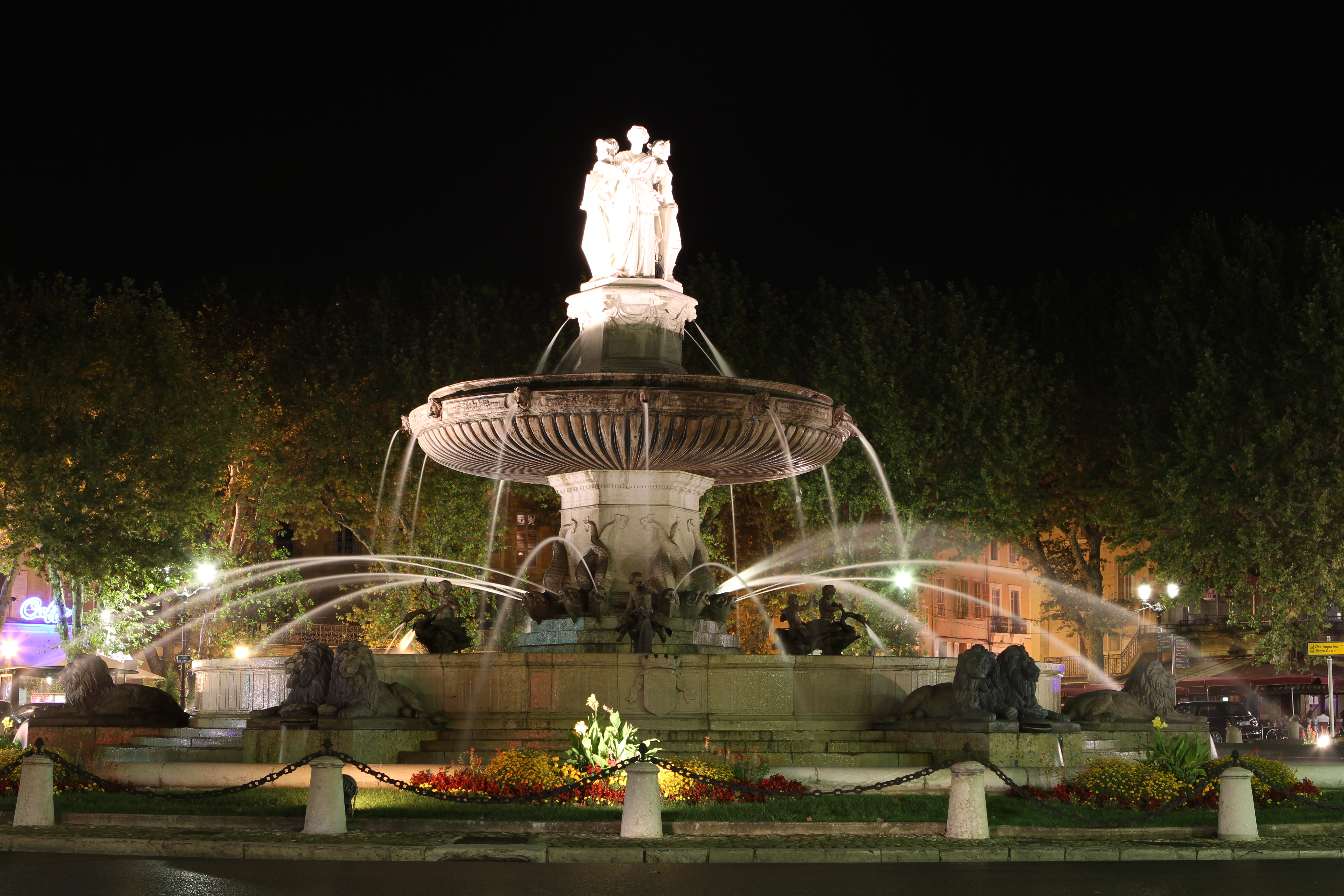
Fontaine de la Rotonde bei Nacht

Die Fontaine de la Rotonde ist ein Monumentalbrunnen, der sich auf dem zentralen Place du Général de Gaulle am Westeingang zum Cours Mirabeau in der südfranzösischen Stadt Aix-en-Provence befindet.

## Geschichte
Der Leiter der Arbeiten am zwischen 1857 und 1875 erbauten Canal du Verdon, Théophile de Tournadre war auch maßgeblich an den Planungen der Fontaine de la Rotonde
beteiligt. Die Einweihung des Brunnens fand am 4. November 1860 statt. Das Wasser für den Brunnen kam bis 1875 vom Zola-Kanal, danach vom Canal du Verdon und ab den 1970er Jahren vom Canal de Provence. In den Jahren 2018/19 wurde der Place du Général de Gaulle umgestaltet und mit einem Fußgängerbereich um den Brunnen herum versehen.

## Beschreibung
Blickfang des Brunnens sind die in einer Höhe von 12 Metern auf der Spitze eines sechseckigen Sockels thronenden und als „Die drei Grazien“ (Trois-Grâces) bezeichneten Frauenfiguren. Diese ca. drei Meter hohen, aus weißem Marmor gefertigten Statuen wurden jeweils von einem anderen Bildhauer geschaffen. Sie repräsentieren verschiedene Sinnbilder und blicken in unterschiedliche Richtungen. Die Skulptur, die zum Cours Mirabeau in Richtung des Justizpalastes schaut, wurde von Aixois Joseph Marius gefertigt und symbolisiert Gerechtigkeit. Die Statue, die in Richtung Marseille blickt, ist eine Arbeit von Louis-Félix Chabaud und symbolisiert die Landwirtschaft. Die Dritte, in Richtung Avignon blickende, wurde von Hippolyte Ferrat geformt und symbolisiert die Bildende Kunst.

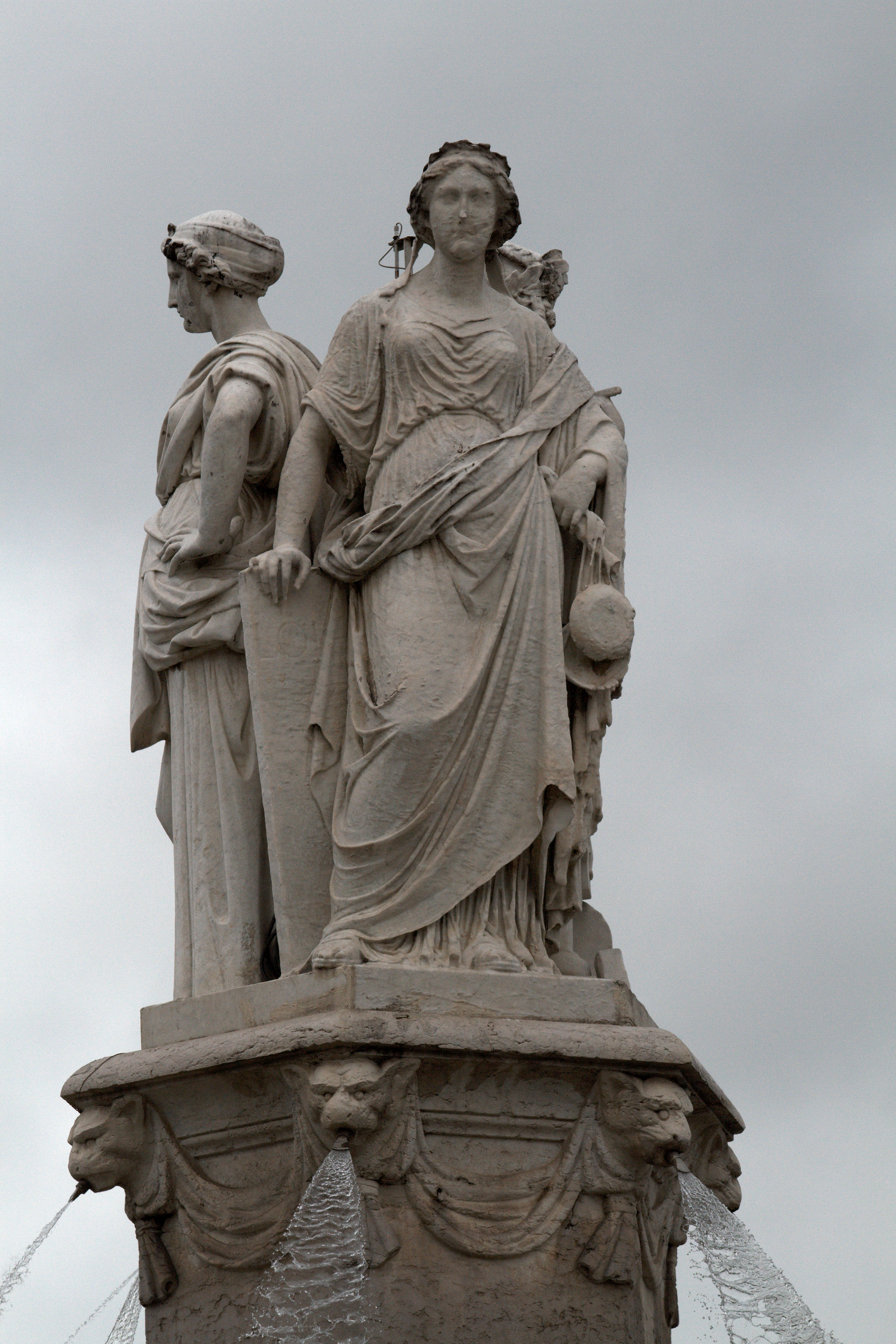
Gerechtigkeit
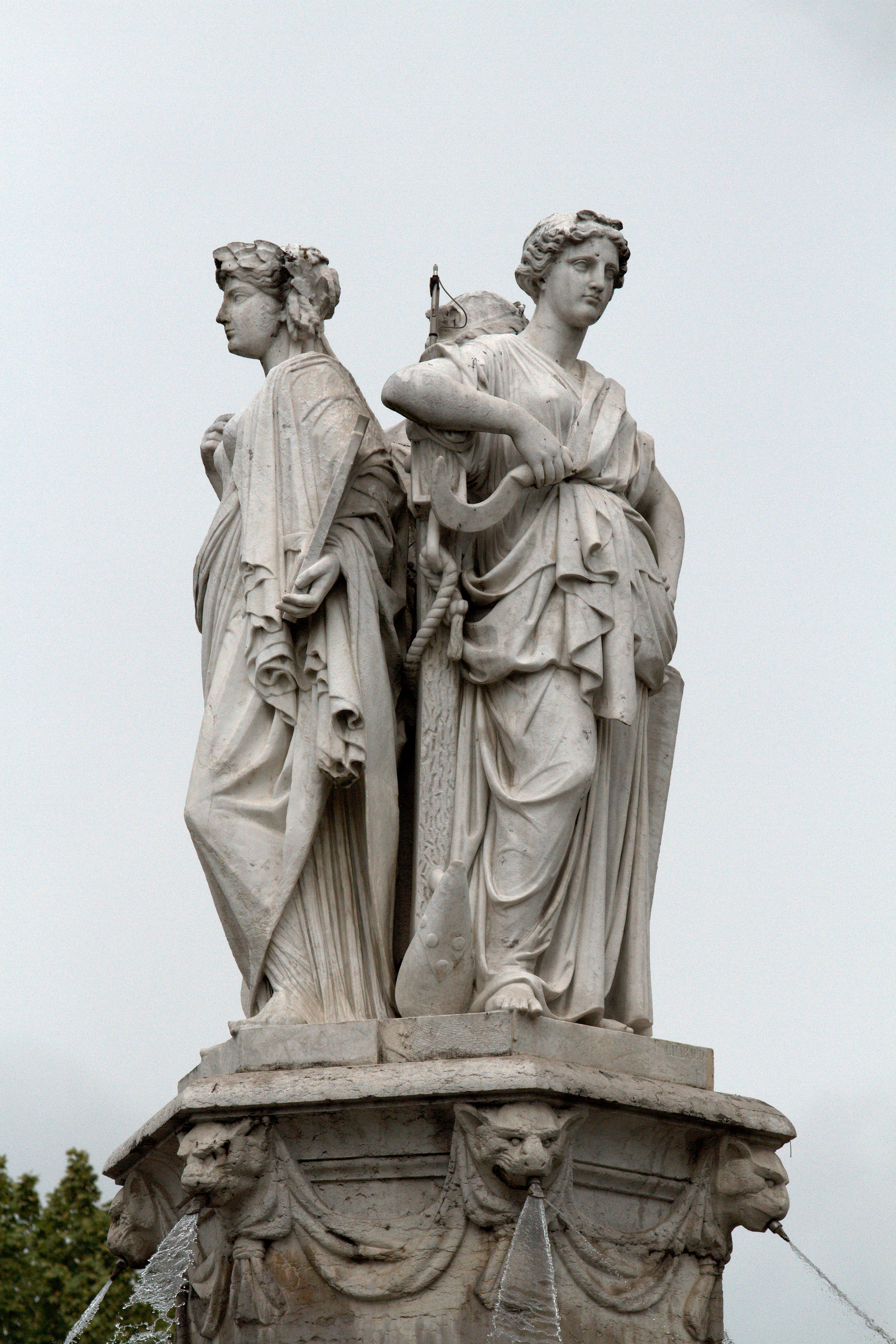
Landwirtschaft
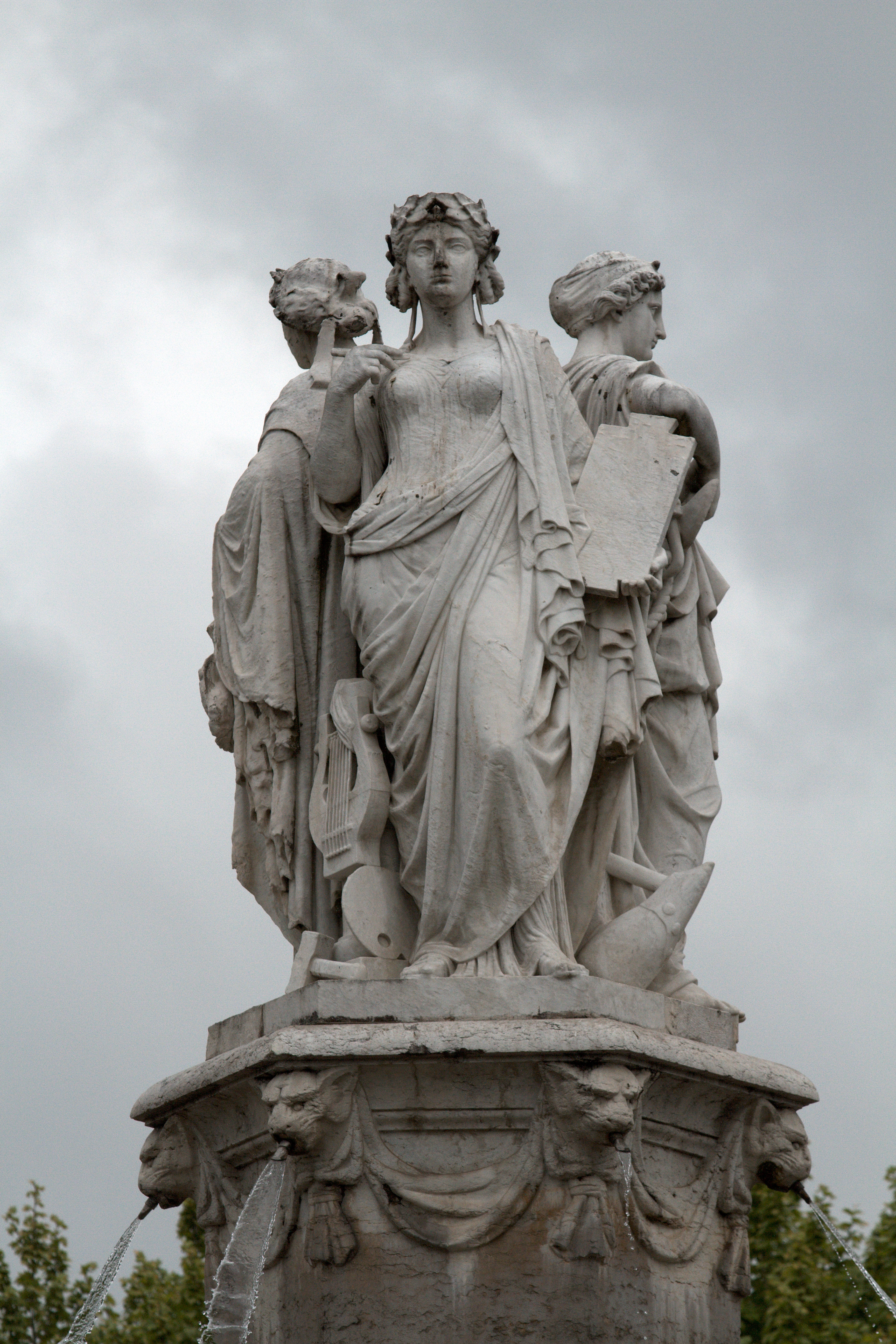
Bildende Kunst

Das ebenerdige Hauptbecken des Brunnens hat einen Durchmesser von 32 Metern. Darin sind sechs Gruppen von jeweils zwei von der Gießerei Tusey hergestellte, bronzierte, gusseiserne Löwen, die auf rechteckigen Marmorsockeln platziert sind, aufgestellt. Jeder Satz dieser sechs Löwenskulpturengruppen hat ein Gewicht von vier Tonnen. Im darüber liegenden Zwischenbecken, das einen Durchmesser von 15 Metern hat, befinden sich vier bronzierte, gusseiserne Skulpturen, die Kinder darstellen, welche auf Schwänen reiten. Die sechseckige, steinerne Mittelsäule des Brunnens, die ein weiteres acht Tonnen schweres Becken aus Gusseisen mit einem Durchmesser von acht Metern trägt, ist mit Skulpturen aus Stein verziert, die Fische darstellen und ist außerdem mit zahlreichen Inschriften versehen. Die Schnäbel der Schwäne sowie die Mäuler der Fische speien Wasser. An den Umrandungen der Becken und Sockel befinden sich Dekorationen, die wasserspeiende Geparden- bzw. Menschenköpfe darstellen.

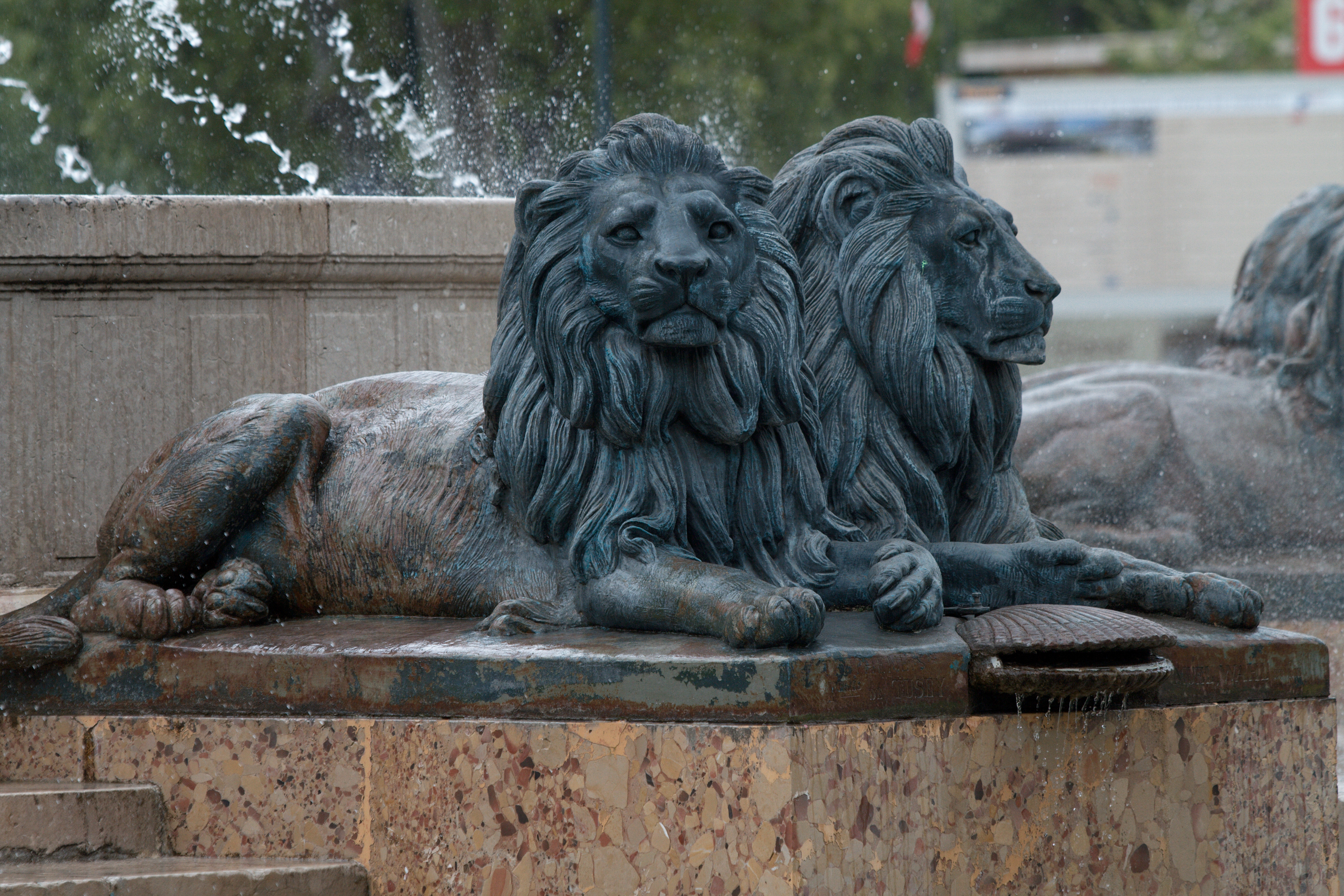
Löwenskulpturen
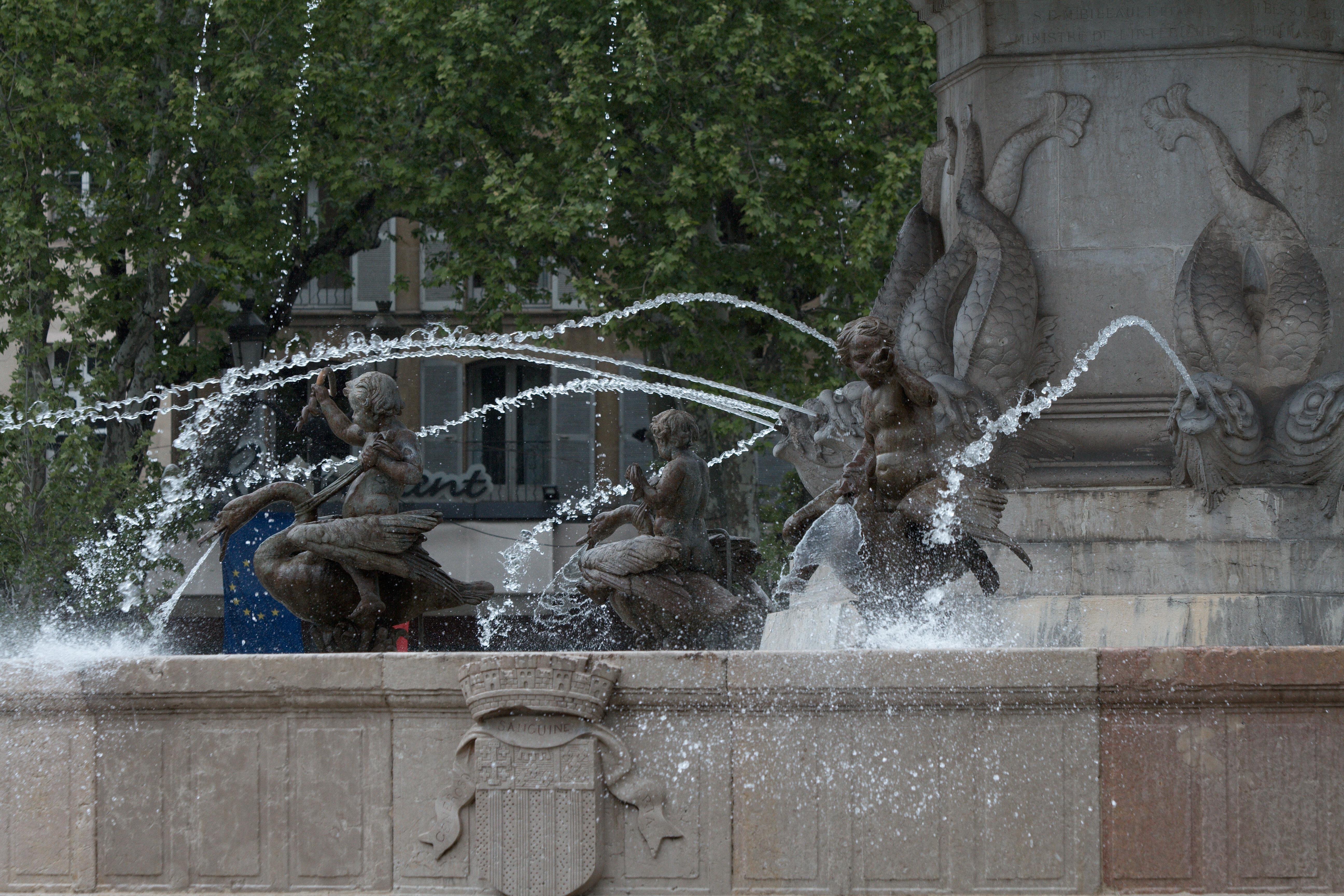
Kinder-, Schwan- und Fischskulpturen
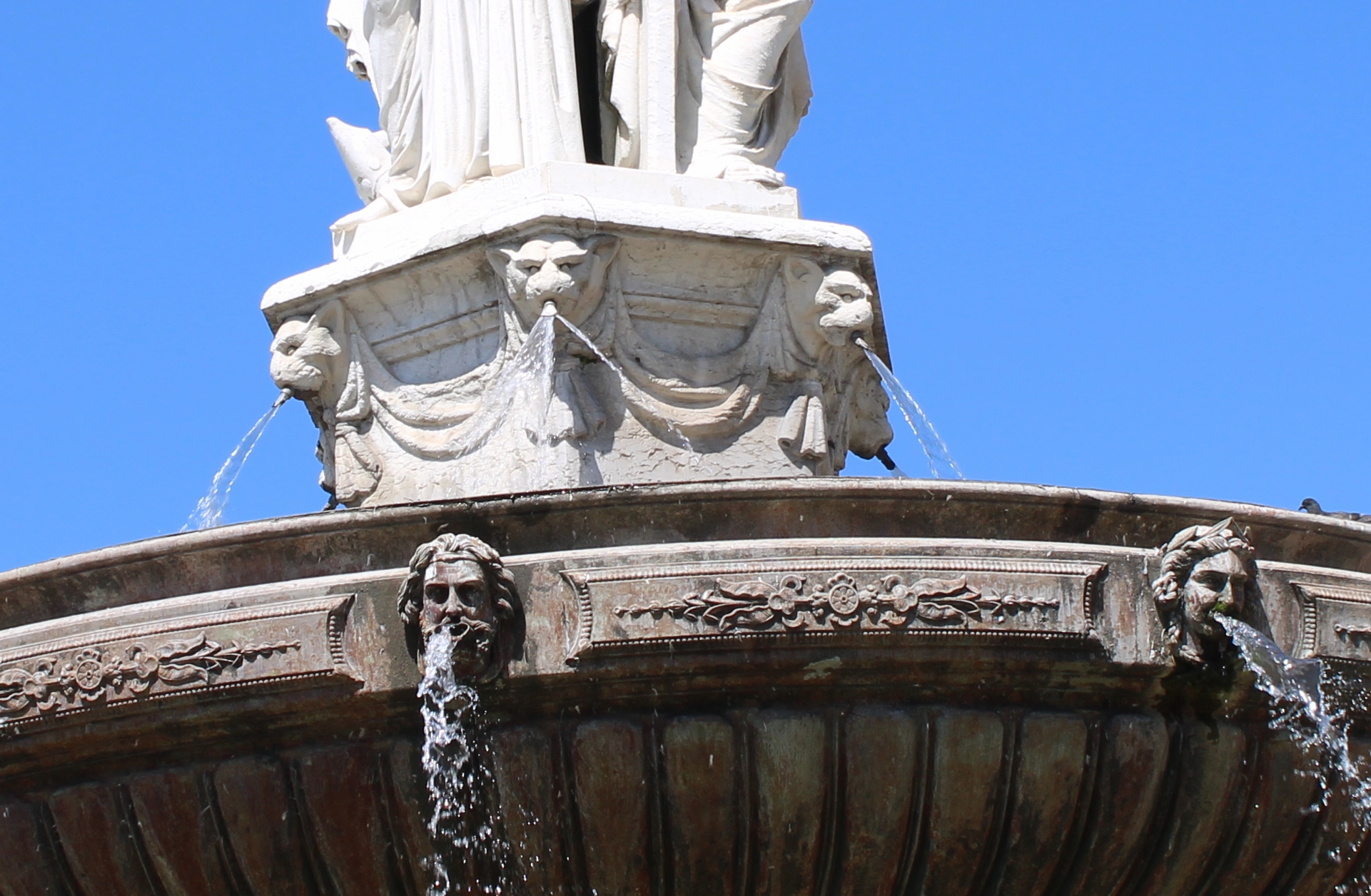
Wasserspeiende Geparden- und Menschenköpfe